# Franz Lahner
Franz Lahner, avstro-ogrski podčastnik, vojaški pilot in letalski as, * 1893, Bad Goisern, † 19. julij 1966, Avstrija.
Feldwebel Lahner je v svoji vojaški službi dosegel 5 zračnih zmag.

## Življenjepis
Med prvo svetovno vojno je bil pripadnik Flik 55J.

## Odlikovanja
- medalja za hrabrost (1 zlata in 2 srebrni)